# JavaMail
JavaMail es una API Java que facilita el envío y recepción de correo electrónico desde código java a través de protocolos SMTP, POP3 y IMAP. JavaMail está integrado en la plataforma Java EE, pero también proporciona un paquete opcional para su uso en Java SE.
La última versión liberada bajo la identificación de Java EE es la 1.6.2, publicada en agosto de 2018. Existe otra implementación JavaMail de código abierto - GNU JavaMail - aunque sólo soporta la versión 1.3 de la especificación JavaMail, además solo proporciona un único backend gratuito de NNTP, que permite utilizar esta tecnología para leer y enviar artículos de grupos de noticias.
A partir del 14 de septiembre de 2018 el proyecto de JavaMail fue movido de Oracle a Eclipse Foundation como parte de EE4J project, en el cual la última versión estable es la versión 1.6.3, liberada el 26 de noviembre de 2018.

## Características
JavaMail implementa el protocolo SMTP (Simple Mail Transfer Protocol) así como los distintos tipos de conexión con servidores de correo -TLS, SSL, autentificación con usuario y password, etc-
JavaMail no se incluye en la JDK ni en la JRE, sino que debe conseguirse como un paquete externo.  La última versión liberada es soportada con JDK 1.7 o superior. Debe, además, descargarse adicionalmente el JavaBeans Activation Framework en caso de usar una JDK inferior a la versión 6.